# Euspilotus decoratus
Euspilotus decoratus är en skalbaggsart som först beskrevs av Wilhelm Ferdinand Erichson 1834.  Euspilotus decoratus ingår i släktet Euspilotus och familjen stumpbaggar. Inga underarter finns listade i Catalogue of Life.